# Friedrich von Tschudi
Friedrich von Tschudi, född 1820, död 1886, var en schweizisk skriftställare. 
Han var bror till Johann Jakob von Tschudi och make till Jenny Rossander. von Tschudi  lämnade 1847 sin befattning som kyrkoherde i Lichtensteig och ägnade sig därefter åt naturvetenskapliga studier. Han var i flera år medlem av kantonen Sankt Gallens regering och det schweiziska ständerrådet. von Tschudis mest bekanta arbete är Das Thierleben der Alpenwelt (1854; 11:e upplagan 1890; översatt till flera språk).